# Pori Bears 2013
Questa voce raccoglie le informazioni riguardanti i Pori Bears nelle competizioni ufficiali della stagione 2013.

## II-divisioona 2013

### Stagione regolare
| Hämeenlinna 8 giugno 2013, ore 16:00 1ª giornata | Hämeenlinna Huskies | 14 – 10 | Pori Bears | Pullerin jalkapallokentä |

| Pori 15 giugno 2013, ore 15:00 2ª giornata | Pori Bears | 0 – 31 | Wasa Royals | Porin urheilukeskus |

| Korsholm 29 giugno 2013, ore 15:00 3ª giornata | Wasa Royals | 30 – 16 | Pori Bears | Botniahallin ulkokeinonurmi |

| Raisio 14 luglio 2013, ore 16:00 5ª giornata | Raisio Oakmen | 7 – 25 | Pori Bears | Kerttulan Urheilukenttä |

| Pori 27 luglio 2013, ore 15:00 7ª giornata | Pori Bears | 71 – 0 | Salo Scorpions | Porin urheilukeskus |

| Pori 4 agosto 2013, ore 18:00 8ª giornata | Pori Bears | 18 – 19 | Hämeenlinna Huskies | Porin urheilukeskus |

### Playoff
| Kuopio 10 agosto 2013, ore 17:00 Wild Card | Kuopio Steelers | 45 – 0 | Pori Bears | Väinölänniemen stadion |

## Statistiche di squadra
| Competizione      | %Vittorie | In casa | In casa | In casa | In casa | In casa | In casa | In trasferta | In trasferta | In trasferta | In trasferta | In trasferta | In trasferta | Totale | Totale | Totale | Totale | Totale | Totale |
| Competizione      | %Vittorie | G       | V       | N       | P       | Pf      | Ps      | G            | V            | N            | P            | Pf           | Ps           | G      | V      | N      | P      | Pf     | Ps     |
| ----------------- | --------- | ------- | ------- | ------- | ------- | ------- | ------- | ------------ | ------------ | ------------ | ------------ | ------------ | ------------ | ------ | ------ | ------ | ------ | ------ | ------ |
| Stagione regolare | .333      | 3       | 1       | 0       | 2       | 89      | 50      | 3            | 1            | 0            | 2            | 51           | 51           | 6      | 2      | 0      | 4      | 140    | 101    |
| Playoff           | .000      | 0       | 0       | 0       | 0       | 0       | 0       | 1            | 0            | 0            | 1            | 0            | 45           | 1      | 0      | 0      | 1      | 0      | 45     |
| Totale            | .286      | 3       | 1       | 0       | 2       | 89      | 50      | 4            | 1            | 0            | 3            | 51           | 96           | 7      | 2      | 0      | 5      | 140    | 146    |